# Copidognathus oculatus
Copidognathus oculatus is een mijtensoort uit de familie van de Halacaridae. De wetenschappelijke naam van de soort is voor het eerst geldig gepubliceerd in 1863 door Hodge.